# Championnat de Belgique de football de deuxième division 1973-1974
Navigation
saison précédente saison suivante
Le Championnat de Belgique de football de Division 2 1973-1974 est la 57e édition du championnat de deuxième niveau national en Belgique. Il oppose 16 équipes, qui s'affrontent deux fois chacune en matches aller-retour.
Cette compétition sort de l'ordinaire en raison de la création de la Ligue professionnelle de football en Belgique. Ce qui entraîne le passage de la Division 1 de 16 à 18 clubs. Désormais, les clubs de l'antichambre bataillent pour rejoindre une élite devenue « professionnelle ».
Une première procédure est établie mais elle doit être adaptée en cours de saison (voir ci-après (Formule modifiée)). En définitive, trois cercles sont promus directement. Deux autres places dans la plus haute division sont attribuées via u tour final et enfin une équipe est repêchée !
Dans le bas de classement, les deux derniers ne sont pas directement relégués mais participent à un tour final avec les deux équipes classées troisième dans leurs séries de Division 3, dont les deux premiers sont promus ou se maintiennent en deuxième division. Le Sint-Niklaasse SK assure son maintien, au contraire de La Gantoise, qui chute en troisième division pour la première fois de son Histoire.

## Changement d'appellation
Depuis la fin de la saison précédente, l'Union Royale Saint-Gilloise (matricule 10), relégué de Division 1, change son appellation officielle et devient la Royale Union.

## Fusion/Disparition
Après la fin de saison 1972-1973, le R. Daring Club de Molenbeek (matricule 2) fusionne avec le R. Racing White (matricule 47), qui évolue en D1, pour former le Racing White Daring de Molenbeek sous le matricule 47. Le « matricule 2 » disparaît. Il est remplacé au 2e niveau par un montant supplémentaire de D3 (Courtrai).

## Clubs participants
Les matricules en gras indiquent les clubs qui existent toujours aujourd'hui, les autres ont disparu.
| #  | Nom                                                       | Mat. | Ville         | Stades                   | En D2 depuis (série) | Total en D2 | Saison précéd.    |
| -- | --------------------------------------------------------- | ---- | ------------- | ------------------------ | -------------------- | ----------- | ----------------- |
| 1  | Royale Union                                              | 10   | St-Gille      | Joseph Marien            | 1973-1974 (1re)      | 7e          | Division 1 : 15e  |
| 2  | Royal Crossing Club de Schaerbeek                         | 55   | Schaerbeek    | Parc Josaphat            | 1973-1974 (1re)      | 8e          | Division 1 : 16e  |
| 3  | Koninklijke Athletische Associatie Gent                   | 7    | Gand          | Stade Jules Otten        | 1971-1972 (3e)       | 15e         | 10e               |
| 4  | Royal Charleroi Sporting Club                             | 22   | Charleroi     | Mambourg                 | 1971-1972 (3e)       | 23e         | 3e                |
| 5  | Koninklijke Racing Club Mechelen                          | 24   | Malines       | Stade Oscar Van Kesbeeck | 1969-1970 (5e)       | 25e         | 4e                |
| 6  | Koninklijke Sportklub Tongeren                            | 54   | Tongres       | Stedelijke               | 1971-1972 (3e)       | 15e         | 5e                |
| 7  | Koninklijke Boom Football Club                            | 58   | Boom          | du Parc communal de Boom | 1971-1972 (3e)       | 29e         | 11e               |
| 8  | Koninklijke Football Club Turnhout                        | 148  | Turnhout      | Stade Villapark          | 1968-1969 (6e)       | 33e         | 6e                |
| 9  | Koninklijke Sint-Niklaasse Sportkring                     | 221  | Saint-Nicolas | Stade Puyenbeke          | 1964-1965 (10e)      | 27e         | 14e               |
| 10 | Royal Olympic de Montignies                               | 246  | Charleroi     | de La Neuville           | 1968-1969 (6e)       | 12e         | 12e               |
| 11 | Koninklijke Sporting Club Lokeren                         | 282  | Lokeren       | Daknam                   | 1972-1973 (2e)       | 4e          | 8e                |
| 12 | Koninklijke Football Club Winterslag                      | 322  | Winterslag    | Noordlaan                | 1972-1973 (2e)       | 5e          | 9e                |
| 13 | Allgemeine Sportvereinigung Eupen                         | 4276 | Eupen         | Stade du Kehrweg         | 1970-1971 (4e)       | 4e          | 13e               |
| 14 | Koninklijke Voetbalclub Kortrijk                          | 19   | Courtrai      | Guldensporen             | 1973-1974 (1re)      | 31e         | Division 3B : 2e  |
| 15 | Athletische Sportvereniging Oostende Kon. Maatschappij    | 53   | Ostende       | Albertpark               | 1973-1974 (1re)      | 35e         | Division 3B : 1er |
| 16 | Koninklijke Oud-Leerlingen St-Eduardus Merksem Sport-Club | 544  | Merksem       | ???                      | 1973-1974 (1re)      | 5e          | Division 3A : 1er |

### Localisation des clubs
| \| Ostende Courtrai AA Gent Merksem Lokeren St-Nicolas Boom Turnhout RC Mechelen R. Union Crossing Winterslag Tongres Eupen Olympic Sp. Charleroi \| Localisation des clubs engagés en Division 2 1973-1974 |
| Ostende Courtrai AA Gent Merksem Lokeren St-Nicolas Boom Turnhout RC Mechelen R. Union Crossing Winterslag Tongres Eupen Olympic Sp. Charleroi                                                              |

## Formule modifiée en cours de saison
Avec la création de la Ligue professionnelle et donc la reconnaissance officielle du statut professionnel pour les clubs de Division 1, il est décidé à l'URBSFA de faire passer l'élite de 16 à 18 clubs. Cette transition doit s'opérer en trois étapes. En 1974-1975, la D1 doit compter 20 clubs puis être réduite à 19 (1975-1976) et enfin à 18 (1976-1977).
Afin de passer de 16 à 20 clubs, une procédure est mise sur pied. Elle prévoit que les quatre premiers classés de D2 montent directement en D1 d'où ne descend directement aucun club. Toutefois, les cercles classés aux 15e et 16e places (les deux dernières) doivent disputer un tour final contre deux équipes de D2 (celles terminant 5e et 6e). La formule mathématique retenue est donc : 14 restants + 4 promus + 2 tour final = 20 équipes.
Mais alors que la saison s'avance, les dernières analyses des différents dossiers des clubs montrent que tous ne sont pas prêts à franchir le pas vers le professionnalisme. La formule doit être adaptée « en catastrophe ». Il est décidé que seuls les trois premiers de D2 soient promus directement et que les 4e et 5e classés prennent part au tour final avec les barragistes de D1. La formule mathématique devient donc : 14 restants + 3 promus + 2 tour final = 19 équipes.
Le 20e ticket pour la D1 professionnelle est attribuée, de fait, au Sporting Charleroi qui n'a pourtant terminé le championnat qu'en 14e position. La raison est que, pour les responsables de la nouvelle Ligue Pro', les structures du « matricule 22 », relégué en 1971, sont jugées suffisantes pour intégrer l'élite pro'.

## Résultats & Classements

### Légende
Légende
- Champion de Belgique de Division 2 1974 et promu en Division 1 la saison suivante
- Club promu en Division 1 la saison suivante
- Club devant disputer le tour final pour la montée avec les équipes de Division 1
- Club devant disputer le tour final pour le maintien avec les équipes de Division 3

Abréviations
 : club promu de Division 3 depuis la saison précédente

 : club relégué de Division 1 depuis la saison précédente

### Classement final
- Champion d'automne: AS Eupen sur 14 matchs, 11e journée remise

| Rang | Équipe                         | Pts | J  | G  | N  | P  | Bp | Bc | Diff |
| ---- | ------------------------------ | --- | -- | -- | -- | -- | -- | -- | ---- |
| 1    | R. OLYMPIC DE MONTIGNIES       | 41  | 30 | 17 | 7  | 6  | 58 | 33 | +25  |
| 2    | AS Oostende                    | 37  | 30 | 13 | 11 | 6  | 50 | 27 | +23  |
| 3    | K. SC Lokeren                  | 36  | 30 | 14 | 8  | 8  | 43 | 37 | +6   |
| 4    | AS Eupen                       | 34  | 30 | 12 | 10 | 8  | 56 | 39 | +17  |
| 5    | K. FC Winterslag               | 34  | 30 | 11 | 12 | 7  | 29 | 26 | +3   |
| 6    | K. RC Mechelen                 | 33  | 30 | 10 | 13 | 7  | 47 | 37 | +10  |
| 7    | K. SK Tongeren                 | 31  | 30 | 9  | 13 | 8  | 34 | 36 | -2   |
| 8    | K. Boom FC                     | 30  | 30 | 9  | 12 | 9  | 37 | 42 | -5   |
| 9    | K. FC Turnhout                 | 30  | 30 | 7  | 16 | 7  | 36 | 33 | +3   |
| 10   | K. OLSE Merksem SC             | 29  | 30 | 10 | 9  | 11 | 43 | 45 | -2   |
| 11   | KV Kortrijk                    | 29  | 30 | 9  | 11 | 10 | 40 | 35 | +5   |
| 12   | R. Crossing Club de Schaerbeek | 26  | 30 | 8  | 10 | 12 | 37 | 48 | -11  |
| 13   | Royale Union                   | 26  | 30 | 6  | 14 | 10 | 31 | 36 | -5   |
| 14   | R. Charleroi SC                | 26  | 30 | 6  | 14 | 10 | 34 | 39 | -5   |
| 15   | K. Sint-Niklaasse SK           | 20  | 30 | 5  | 10 | 15 | 22 | 55 | -33  |
| 16   | K. AA Gent                     | 18  | 30 | 4  | 10 | 16 | 30 | 59 | -29  |

#### Leader du classement journée par journée
- La 11e journée prévue le 1er décembre 1973 est l'objet d'une remise générale. Elle est reprogrammée en deux temps: cinq matchs le 24 février 1974 (après la 21e) et autres le 12 avril 1974 (après la 27e). La barre chronologique, ci-dessus, présente 32 matchs. Il faut y interpréter la no 22 comme une mise à jour après les 5 rencontres du 24/02, et la no 28 après les trois parties du 12/04. Les journées 22 à 27 sont décalées d'un cran vers la droite (no 23 à no 27). Les journées 28 à J30 portent ci-dessus les no 30, 31 et 32.

### Résultats des rencontres
Avec seize clubs engagés, 240 matches sont au programme de la saison.
| Résultats (▼dom., ►ext.)                                   | AAG | BOO | CHA | CRO | EUP | KOR | LOK | MER | OLY | ASO | RCM | NIK | TON | TUR | USG | WIN |
| K. AA Gent                                                 |     | 0-3 | 2-0 | 2-3 | 1-0 | 1-0 | 1-1 | 2-0 | 1-1 | 1-5 | 1-2 | 0-1 | 0-0 | 2-2 | 3-3 | 0-0 |
| K. Boom FC                                                 | 3-2 |     | 2-1 | 0-1 | 0-0 | 1-1 | 1-2 | 1-1 | 1-1 | 2-2 | 2-1 | 1-1 | 0-2 | 1-2 | 2-0 | 1-0 |
| R. Charleroi SC                                            | 3-1 | 3-3 |     | 1-0 | 0-1 | 3-3 | 1-1 | 2-2 | 0-0 | 1-1 | 1-1 | 3-0 | 1-0 | 1-1 | 1-3 | 1-2 |
| R. Crossing Molenbeek                                      | 4-0 | 2-0 | 2-1 |     | 2-2 | 1-1 | 2-3 | 0-2 | 1-1 | 1-2 | 0-0 | 4-0 | 2-2 | 1-0 | 2-1 | 0-0 |
| AS Eupen                                                   | 3-1 | 3-1 | 3-1 | 6-3 |     | 3-1 | 1-2 | 4-0 | 3-1 | 1-1 | 3-0 | 1-1 | 2-2 | 2-2 | 3-1 | 1-2 |
| KV Kortrijk                                                | 4-0 | 1-2 | 1-1 | 3-0 | 3-0 |     | 0-2 | 2-0 | 0-0 | 0-0 | 0-0 | 4-0 | 0-1 | 3-0 | 2-1 | 2-0 |
| K. SC Lokeren                                              | 2-1 | 1-1 | 0-2 | 2-0 | 2-1 | 4-2 |     | 0-0 | 4-1 | 1-2 | 3-1 | 1-0 | 2-0 | 1-2 | 0-1 | 3-0 |
| K. OLSE Merksem SC                                         | 1-1 | 3-2 | 0-0 | 1-1 | 0-2 | 2-0 | 3-1 |     | 6-4 | 0-0 | 1-1 | 1-1 | 4-1 | 2-4 | 0-1 | 0-1 |
| R. Olympic Montignies                                      | 3-0 | 5-1 | 1-2 | 4-1 | 1-1 | 4-2 | 4-0 | 1-0 |     | 2-0 | 2-1 | 5-1 | 3-1 | 2-0 | 1-0 | 1-0 |
| AS Oostende KM                                             | 5-1 | 4-0 | 1-0 | 2-1 | 2-0 | 0-0 | 2-0 | 3-1 | 0-1 |     | 2-3 | 1-0 | 6-0 | 0-0 | 3-0 | 1-2 |
| K. RC Mechelen                                             | 2-2 | 1-1 | 3-2 | 4-0 | 1-0 | 4-1 | 1-1 | 3-0 | 1-3 | 4-1 |     | 2-0 | 2-2 | 1-1 | 1-1 | 3-1 |
| K. St-Niklaasse SK                                         | 2-1 | 0-1 | 1-1 | 1-1 | 0-5 | 1-1 | 1-1 | 1-3 | 0-2 | 1-1 | 1-0 |     | 1-0 | 2-2 | 4-3 | 1-1 |
| K. SK Tongeren                                             | 1-1 | 0-2 | 3-0 | 2-0 | 2-2 | 0-1 | 1-1 | 5-3 | 2-0 | 1-1 | 1-1 | 2-0 |     | 1-1 | 0-0 | 1-0 |
| K. FC Turnhout                                             | 2-0 | 1-1 | 0-0 | 0-0 | 1-1 | 1-1 | 4-0 | 0-2 | 2-2 | 0-0 | 2-1 | 4-0 | 0-1 |     | 1-1 | 0-1 |
| Royale Union                                               | 1-1 | 0-0 | 0-0 | 1-1 | 4-1 | 2-1 | 0-1 | 1-2 | 1-2 | 2-2 | 1-1 | 1-0 | 0-0 | 0-0 |     | 0-0 |
| K. FC Winterslag                                           | 2-1 | 1-1 | 1-1 | 4-1 | 1-1 | 0-0 | 1-1 | 0-2 | 1-0 | 1-0 | 1-1 | 2-0 | 0-0 | 3-1 | 1-1 |     |
| - Victoire à domicile - Match nul - Victoire à l'extérieur |     |     |     |     |     |     |     |     |     |     |     |     |     |     |     |     |

## La saison en bref

### Matchs 1 à 10
Cette période concerne les 10 premières journées. Elle est disputée du 5 septembre 1981 au 11 novembre 1981. Toutes les rencontres de la 10e journée se jouent le même jour à la même heure.

#### Débuts partagés
La première partie du championnat est équilibrée. Le Racing de Malines et le promu ostandais sont les premiers leaders. Ces deux clubs s'échangent la première place puis vient le moment de Merksem. L'autre montant profite de la conjonction des résultats et de sa victoire (4-1) sur Tongres pour être seul en tête.

#### Eupen et Olympic, solides candidats
Le leadership de Merksem ne dure qu'une semaine et une défaite (0-2) contre l'AS Eupen. Les Germanophones contraints azu partage (1-*) contre St-Nicolas/Waes, doivent céder le flambeau à l'Olympic Montignies vainqueur du choc à l'AS Ostende (0-1).
Une nouvelle fois, au terme d'une semaine, les commandes rechangent de détenteur. Eupen domine l'Olympic (3-1) et repasse devant. Les pensionnaires du Kehrweg s'installent en tête pour plusieurs semaines et sont symboliquement sacrés "Champions d'automne".
Sint-Niklaasse SK et La Gantoise connaissent le départ le plus difficile. Descendant de D1, le Crossing de Schaerbeek n'est pas au mieux. Lokeren a également manqué son entame de compétition.

### Matchs 11 à 20
Cette période concerne les matches des journées no 11 à 20. Elle est disputée du 14 novembre 1981 au 28 février 1982. Toutes les rencontres de la 20e journée se jouent le même jour à la même heure.

#### L'Olympic prend le pouvoir
L'AS Eupen reste en tête jusqu'à la mi-janvier. À ce moment, c'est l'Olympic Montignies qui reprend les rênes. Les Dogues avaient marqué le pas après leur revers à Eupen et étant de nouveau battus, deux semaines plus tard, à OLSE Merksem (6-4). Mais les Carolos se sont repris et alignent les victoires. Seul un étonnant faux-pas (1-1), chez la lanterne rouge gantoise les empêchent de creuser l'écart.
Car la compétition reste passionnante. Fin janvier, on a quatre formations groupées sur deux unités: Olympic (22-9v)-, AS Ostende (22-8v), Tongres (21-5v), Eupen (20-7v). Ce quatuor est directement suivi d'un autre, avec 18 points: RC de Malines, le Sporting Charleroi, la Royale Union et Winterslag.
Dans les semaines qui conduisent vers les deux-tiers du championnat, plusieurs équipes rentrent dans le rang. C'est le cas de Tongres, les "Éburons" n'ont concédé qu'une seule défaite en 17 rencontres puis en prennent trois de suite. Les Zèbres carolos et les Apaches saint-gillois reculent sérieusement dans la hiérarchie.
L'Olympic se montre le plus régulier et s'il ne creuse pas à une avance définitive, conserve toujours un viatique par rapport à ses poursuivants Eupen et l'AS Ostende, auxquels viennent se joindre les Wieze mannen de Winterslag et un Sporting Lokeren auteur d'une belle remontée.

### Matchs 21 à 30
Cette période concerne les 10 dernières journées. Elle est disputée du 13 février 1988 au 25 avril 1982. Toutes les rencontres des 29e et 30e journée se jouent le même jour à la même heure.
L'Olympic Montignies ne joue pas lors des cinq rencontres d'alignement jouées le 24 février 1974. Par contre, à cette occasion, Winterslag et Lokeren se neutralisent (1-1), Ostende est accroché à l'Union (2-2) et Eupen est battu (1-0) à La Gantoise. Sans jouer, les "Dogues" restent leaders.

#### Dernières frayeurs olympiennes
Les pensionnaires de La Neuville se font une ou l'autre frayeur en ne parvenant pas à gagner le derby contre les Zèbres (0-0), puis en allant s'incliner nettement au Daknam (4-1). Après avoir défait l'AS Ostende (2-0), les Dogues ne sont pas encore rassurés car ils perdent à Tongres (3-1). La première place reste pour les Olympiens car leurs rivaux directs perdent aussi des unités, notamment quand ils s'affrontent.
Au soir de la 27e journée, Winterslag qui a battu le Crossing (4-1) revient à la hauteur des "Dogues", accrochés par Eupen (1-1). L'Olympic reste devant car ayant décroché deux victoires de plus.
Le Olympic Montignies fait alors face à un double moment de vérité. Il reçoit Tongres, en match d'alignement, puis Winterslag. La victoire des Tongrois, deux semaines plus tôt, est encore dans les mémoires, mais dans une partie dirigée par Monsieur Alexis Ponnet, les Carolos assurent (3-1) avec un doublé de Jos Deraeve et une réalisation d'Ulrich Kallius. Une semaine plus tard, ils écartent Winterlag (1-0) ave le but capital signé Helmut Graf.

#### Le sacre attendu
Doté de 3 points d'avance à deux matchs de la fin, l'Olympic et son entraineur Hippolyte Van den Bosch ne tarde pas se mettre à l'aise. En déplacement au Puyenbekestadion de St-Nicolas/Waes, des buts de Kallius et de "Stijn" Martini apportent aux Dogues le deuxième titre de Division 2 de leur Histoire. Six saisons après sa dernière relégation, Le matricule 246 retrouve l'élite nationale.
Derrière les Olympiens, l'AS Oostende conserve la deuxième et remonte en Division 1 où il avait évolué une saison en 19769-1970. Le matricule 59 réussit une deuxième montée de suite et passe de la D3 à la S1. Le K. SC Lokeren confirme son excellent deuxième tour et décroche la seconde place montante directe. Le matricule 282 accède à la Division 1 pour la toute première fois.
Un moment leader, l'AS Eupen ne termine que 4e et doit passer par le tour final, en compagnie du K. FC Winterslag. Malgré une défaite (1-0) en clôture à Tongres, les "Wieze Mannen" garde un point d'avance sur le Racing de Malines, contraint au partage (1-1) à l'Union St-Gilloise, alors qu'un succès lui aurait permis de forcer un test-match.

#### Les Buffalos en ballotage
Au terme d'une saison catastrophique, La Gantoise, qui depuis 1909 n'a connu que les deux plus hautes divisions, est contrainte de jouer un tournoi de barrage ave deux cercles de Division 3. Le K. St-Niklaasse SK est dans le même cas.

## Tour final
- 1re édition.

### Participants
- Barragiste de D1: K. Lierse SK, K. St-Truidense VV
- Qualifiés de D2: K. FC Winterslag, AS Eupen

### Classement final
L'ordre des matchs du tour final est désigné par un tirage au sort, effectué au siège de l'URBSFA
Légende
- Club qui se maintient en Division 1 la saison suivante
- Club promu en Division 1 la saison suivante
- Club relégué en Division 2 la saison suivante

| Rang | Équipe             | Pts | J | G | N | P | Bp | Bc | Diff |  | Résultats (▼ dom., ► ext.) | LIE | WIN | STT | EUP |
| ---- | ------------------ | --- | - | - | - | - | -- | -- | ---- |  | -------------------------- | --- | --- | --- | --- |
| 1    | K. Lierse SK       | 9   | 6 | 3 | 3 | 0 | 11 | 3  | +8   |  | K. Lierse SK               |     | 0-0 | 2-0 | 3-1 |
| 2    | K. FC Winterslag   | 8   | 6 | 2 | 4 | 0 | 8  | 3  | +5   |  | K. FC Winterslag           | 1-1 |     | 1-1 | 2-0 |
| 3    | K. St-Truidense VV | 7   | 6 | 2 | 3 | 1 | 7  | 7  | 0    |  | K. St-Truidense VV         | 1-1 | 1-1 |     | 1-0 |
| 4    | AS Eupen           | 0   | 6 | 0 | 0 | 6 | 3  | 16 | -13  |  | AS Eupen                   | 0-4 | 0-3 | 2-3 |     |

### Résumé du Tour final
La lutte pour les deux places en Division 1 se limite à trois des participants. Bien qu'ayant dans ses rangs, le meilleur buteur de la phase classique (R. Gebauer), l'AS Eupen passe totalement à côté de son sujet et ne marque aucun point.
Étant donné que toutes les rencontres impliquant Eupen connaissent un vainqueur, l'indécision perdure jusqu'à la dernière des six journées. C'est St-Trond qui craque en s'inclinant au K. Lierse SK (2-0), tandis que Winterslag, victorieux (0-3) au Kehrweg, lui souffle la 2e place. Pour le "matricule 322", c'est la toute première montée dans la plus haute division belge (il y en aura quatre autres par la suite). Pour les "Canaris trudonnaires", c'est la chute en Division 2, après 17 saisons consécutives parmi l'élite.

## Meilleur buteur (hors tout final)
- Rainer Gebauer (AS Eupen) avec 23 buts.

## Récapitulatif de la saison
- Champion : R. Olympic Club de Montignies (2e titre de Division 2)
- 4e titre de champion de Division 2 pour la province de Hainaut

| Région flamande (11)            | Région flamande (11) | Province de Brabant (2)      | Province de Brabant (2) | Région wallonne (3)    | Région wallonne (3) |
| ------------------------------- | -------------------- | ---------------------------- | ----------------------- | ---------------------- | ------------------- |
| Province d'Anvers               | 4                    | Région de Bruxelles-Capitale | 2                       | Province de Hainaut    | 2                   |
| Province de Flandre-Occidentale | 2                    | Province du Brabant flamand  | 0                       | Province de Liège      | 1                   |
| Province de Flandre-Orientale   | 3                    | Province du Brabant wallon   | 0                       | Province de Luxembourg | 0                   |
| Province de Limbourg            | 2                    |                              |                         | Province de Namur      | 0                   |

1. ↑  Au niveau footballistique, la province de Brabant est toujours unitaire malgré sa partition territoriale en 1995.

### Bilan de la saison
| Championnat de Belgique de football de deuxième division 1973-1974 |                                  |
| Champion                                                           | R. Olympic Montignies (2e titre) |
| Dauphin                                                            | AS Ostende                       |
| Promotions et relégations                                          |                                  |
| Promus en Division 2                                               | K. Waterschei SV THOR Genk       |
| Promus en Division 2                                               | R. Tilleur FC                    |
| Promus en Division 2                                               | VG Ostende                       |
| Promus en Division 2                                               | R. AEC Mons                      |
| Promus en Division 2                                               | R. AA Louviéroise                |
| Relégués en Division 3                                             | K. AA La Gantoise                |